# Liste de jeux disponibles sur la console virtuelle au Japon
Liste de jeux disponibles sur la console virtuelle Wii au Japon

## Famicom
Un jeu coûte en général 500 points Wii.
| Titre                                                | Éditeur            | Date de sortie    | CERO         |
| ---------------------------------------------------- | ------------------ | ----------------- | ------------ |
| Baseball                                             | Nintendo           | 2 décembre 2006   | Tous publics |
| Donkey Kong                                          | Nintendo           | 2 décembre 2006   | Tous publics |
| Donkey Kong Jr.                                      | Nintendo           | 2 décembre 2006   | Tous publics |
| Gomoku Narabe Renju                                  | Nintendo           | 2 décembre 2006   | Tous publics |
| Gradius                                              | Konami             | 2 décembre 2006   | Tous publics |
| The Hyrule Fantasy: Zeruda no Densetsu               | Nintendo           | 2 décembre 2006   | Tous publics |
| Ice Hockey                                           | Nintendo           | 2 décembre 2006   | Tous publics |
| Pinball                                              | Nintendo           | 2 décembre 2006   | Tous publics |
| Soccer                                               | Nintendo           | 2 décembre 2006   | Tous publics |
| Solomon no Kagi                                      | Tecmo              | 2 décembre 2006   | Tous publics |
| Super Mario Bros.                                    | Nintendo           | 2 décembre 2006   | Tous publics |
| Tennis                                               | Nintendo           | 2 décembre 2006   | Tous publics |
| Urban Champion                                       | Nintendo           | 2 décembre 2006   | Tous publics |
| Xevious                                              | Namco Bandai       | 2 décembre 2006   | Tous publics |
| Mario Bros.                                          | Nintendo           | 12 décembre 2006  | Tous publics |
| Wario no Mori                                        | Nintendo           | 12 décembre 2006  | Tous publics |
| Kage no Densetsu                                     | Taito              | 19 décembre 2006  | Tous publics |
| Ninja Jajamaru-kun                                   | Jaleco             | 26 décembre 2006  | Tous publics |
| Ice Climber                                          | Nintendo           | 16 janvier 2007   | Tous publics |
| Ikki                                                 | Sunsoft            | 16 janvier 2007   | Tous publics |
| Hikari Shinwa: Palutena no Kagami                    | Nintendo           | 23 janvier 2007   | Tous publics |
| Zeruda no Densetsu 2: Link no Bōken                  | Nintendo           | 23 janvier 2007   | Tous publics |
| Mighty Bomb Jack                                     | Tecmo              | 6 février 2007    | Tous publics |
| Galaga                                               | Namco Bandai       | 6 février 2007    | Tous publics |
| Hoshi no Kirby: Yume no Izumi no Monogatari          | Nintendo           | 27 février 2007   | Tous publics |
| Lode Runner                                          | Hudson Soft Konami | 6 mars 2007       | Tous publics |
| Yoshi no Tamago                                      | Nintendo           | 6 mars 2007       | Tous publics |
| Excitebike                                           | Nintendo           | 13 mars 2007      | Tous publics |
| Valkyrie no Bōken: Toki no Kagi Densetsu             | Namco Bandai       | 20 mars 2007      | Tous publics |
| Donkey Kong Jr. no Sansuu Asobi                      | Nintendo           | 27 mars 2007      | Tous publics |
| Elevator Action                                      | Taito              | 3 avril 2007      | Tous publics |
| Punch-Out!!                                          | Nintendo           | 3 avril 2007      | Tous publics |
| Meikyū Kumikyoku                                     | Hudson Soft Konami | 10 avril 2007     | Tous publics |
| Ninja Ryukenden                                      | Tecmo              | 10 avril 2007     | Tous publics |
| Pac-Man                                              | Namco Bandai       | 17 avril 2007     | Tous publics |
| Gradius II: Gofer no Yabou                           | Konami             | 24 avril 2007     | Tous publics |
| Exerion                                              | Jaleco             | 1er mai 2007      | Tous publics |
| Super Mario Bros. 2                                  | Nintendo           | 1er mai 2007      | Tous publics |
| Tsuppari Oozumō                                      | Tecmo              | 15 mai 2007       | Tous publics |
| Challenger                                           | Hudson Soft Konami | 22 mai 2007       | Tous publics |
| Adventures of Lolo                                   | HAL Laboratory     | 5 juin 2007       | Tous publics |
| Front Line                                           | Taito              | 5 juin 2007       | Tous publics |
| Field Combat                                         | Jaleco             | 12 juin 2007      | Tous publics |
| Shin Onigashima (600 Wii Points)                     | Nintendo           | 19 juin 2007      | Tous publics |
| Pooyan                                               | Hudson Soft Konami | 26 juin 2007      | Tous publics |
| Flappy                                               | DB Soft            | 3 juillet 2007    | Tous publics |
| Star Soldier                                         | Hudson Soft Konami | 3 juillet 2007    | Tous publics |
| Akumajō Dracula                                      | Konami             | 17 juillet 2007   | Tous publics |
| Mario Open Golf                                      | Nintendo           | 24 juillet 2007   | Tous publics |
| Antarctic Adventure                                  | Konami             | 7 août 2007       | Tous publics |
| Super Mario USA                                      | Nintendo           | 10 août 2007      | Tous publics |
| Volleyball                                           | Nintendo           | 21 août 2007      | Tous publics |
| Spelunker                                            | Irem               | 28 août 2007      | Tous publics |
| Battle City                                          | Namco Bandai       | 4 septembre 2007  | Tous publics |
| Mach Rider                                           | Nintendo           | 4 septembre 2007  | Tous publics |
| Moero! Pro Yakyū                                     | Jaleco             | 11 septembre 2007 | Tous publics |
| Druaga no Tō                                         | Namco Bandai       | 25 septembre 2007 | Tous publics |
| Esper Dream (600 Wii Points)                         | Konami             | 2 octobre 2007    | Tous publics |
| ZANAC                                                | D4 Enterprise      | 9 octobre 2007    | Tous publics |
| Famicom Tantei Club: Kieta Kōkeisha (600 Wii Points) | Nintendo           | 16 octobre 2007   | Tous publics |
| Downtown Nekketsu Monogatari                         | Arc System Works   | 23 octobre 2007   | Tous publics |
| Hanjuku Hero                                         | Square Enix        | 30 octobre 2007   | Tous publics |
| Ganbare Goemon! Karakuri Dōchū                       | Konami             | 6 novembre 2007   | Tous publics |
| Balloon Fight                                        | Nintendo           | 13 novembre 2007  | Tous publics |
| Makai-Mura                                           | Capcom             | 20 novembre 2007  | Tous publics |
| Nuts and Milk                                        | Hudson Soft Konami | 20 novembre 2007  | Tous publics |
| King's Knight                                        | Square Enix        | 27 novembre 2007  | Tous publics |
| Downtown Nekketsu Kōshinkyoku: Soreyuke Daiundōkai   | Arc System Works   | 4 décembre 2007   | Tous publics |
| Lunar Ball                                           | D4 Enterprise      | 11 décembre 2007  | Tous publics |
| Super Mario Bros. 3                                  | Nintendo           | 11 décembre 2007  | Tous publics |
| Metal Slader Glory (600 Wii Points)                  | HAL Laboratory     | 18 décembre 2007  | 12 ans et +  |
| Yie Ar Kung-Fu                                       | Konami             | 8 janvier 2008    | Tous publics |
| Takahashi Meijin no Bōken Jima                       | Hudson Soft Konami | 15 janvier 2008   | Tous publics |
| Devil World                                          | Nintendo           | 22 janvier 2008   | Tous publics |
| Mappy                                                | Namco Bandai       | 29 janvier 2008   | Tous publics |
| Wrecking Crew                                        | Nintendo           | 5 février 2008    | Tous publics |

## Super Famicom
Un jeu coûte en général 800 points Wii.
| Titre                                                     | Éditeur            | Date de sortie    | CERO         |
| --------------------------------------------------------- | ------------------ | ----------------- | ------------ |
| Akumajō Dracula                                           | Konami             | 2 décembre 2006   | Tous publics |
| F-Zero                                                    | Nintendo           | 2 décembre 2006   | Tous publics |
| Street Fighter II: The World Warrior                      | Capcom             | 2 décembre 2006   | 12 ans et +  |
| Super Mario World                                         | Nintendo           | 2 décembre 2006   | Tous publics |
| Zelda no Densetsu: Kamigami no Tri-Force (900 Wii Points) | Nintendo           | 2 décembre 2006   | Tous publics |
| Super Donkey Kong                                         | Nintendo           | 12 décembre 2006  | Tous publics |
| Mario no Super Picross                                    | Nintendo           | 19 décembre 2006  | Tous publics |
| Fire Emblem: Mystery of the Emblem (900 Wii Points)       | Nintendo           | 26 décembre 2006  | Tous publics |
| R-Type III                                                | Irem               | 26 décembre 2006  | Tous publics |
| SimCity (900 Wii Points)                                  | Nintendo           | 26 décembre 2006  | Tous publics |
| Contra Spirits                                            | Konami             | 16 janvier 2007   | Tous publics |
| Fire Emblem: Genealogy of the Holy War (900 Wii Points)   | Nintendo           | 30 janvier 2007   | Tous publics |
| Kamaitachi no Yoru                                        | ChunSoft           | 13 février 2007   | 17 ans et +  |
| Shin Megami Tensei (900 Wii Points)                       | Atlus              | 13 février 2007   | Tous publics |
| Chō Makai-Mura                                            | Capcom             | 20 février 2007   | Tous publics |
| Sangokushi IV (1000 Wii Points)                           | Koei               | 20 février 2007   | Tous publics |
| Ganbare Goemon: Yukihime Kyūshutsu Emaki                  | Konami             | 13 mars 2007      | Tous publics |
| ActRaiser                                                 | Square Enix        | 20 mars 2007      | Tous publics |
| Hercules no Eikō 3                                        | Paon               | 6 avril 2007      | Tous publics |
| Final Fight                                               | Capcom             | 17 avril 2007     | 12 ans et +  |
| Kirby Bowl                                                | Nintendo           | 24 avril 2007     | Tous publics |
| Magical Drop                                              | G-Mode             | 29 mai 2007       | Tous publics |
| Breath of Fire II                                         | Capcom             | 26 juin 2007      | Tous publics |
| Militia                                                   | Namco Bandai       | 10 juillet 2007   | Tous publics |
| Famicom Bunko: Hajimari no Mori                           | Nintendo           | 17 juillet 2007   | Tous publics |
| Fushigi no Dungeon 2: Fuurai no Shiren (900 Wii Points)   | ChunSoft           | 24 juillet 2007   | Tous publics |
| Street Fighter II Turbo                                   | Capcom             | 10 août 2007      | 12 ans et +  |
| Otogirisō                                                 | Chunsoft           | 28 août 2007      | 15 ans et +  |
| Super Metroid                                             | Nintendo           | 20 septembre 2007 | Tous publics |
| Gradius III                                               | Konami             | 25 septembre 2007 | Tous publics |
| Jūsō Kihei Valken                                         | Hudson Soft Konami | 16 octobre 2007   | Tous publics |
| Super Donkey Kong 2                                       | Nintendo           | 23 octobre 2007   | Tous publics |
| Panel de Pon                                              | Nintendo           | 27 novembre 2007  | Tous publics |
| Super Street Fighter II                                   | Capcom             | 18 décembre 2007  | 12 ans et +  |
| Treasure Hunter G                                         | Sting              | 25 décembre 2007  | Tous publics |
| Super R-Type                                              | Irem               | 29 janvier 2008   | Tous publics |
| Kirby Bowl                                                | Nintendo           | 24 avril 2007     | Tous publics |
| Super Street Fighter II                                   | Capcom             | 18 décembre 2007  | 12 ans et +  |
| Kirby Super Star                                          | Nintendo           | 13 octobre 2009   | Tous publics |

## Nintendo 64
Un jeu coûte en général 1000 points Wii.
| Titre                                                | Éditeur  | Date de sortie    | CERO         |
| ---------------------------------------------------- | -------- | ----------------- | ------------ |
| Super Mario 64                                       | Nintendo | 2 décembre 2006   | Tous publics |
| Mario Kart 64                                        | Nintendo | 30 janvier 2007   | Tous publics |
| Zelda no Densetsu: Toki no Ocarina (1200 Wii Points) | Nintendo | 27 février 2007   | Tous publics |
| Star Fox 64                                          | Nintendo | 17 avril 2007     | Tous publics |
| F-Zero X                                             | Nintendo | 29 mai 2007       | Tous publics |
| Mario Story                                          | Nintendo | 10 juillet 2007   | Tous publics |
| Wave Race 64                                         | Nintendo | 31 juillet 2007   | Tous publics |
| Tsumi to Batsu: Hoshi no Keishousha                  | Nintendo | 20 septembre 2007 | 12 ans et +  |
| Yoshi Story                                          | Nintendo | 30 octobre 2007   | Tous publics |
| Pokémon Snap                                         | Nintendo | 4 décembre 2007   | Tous publics |
| 1080° Snowboarding                                   | Nintendo | 15 janvier 2008   | Tous publics |

## Mega Drive
Un jeu coûte en général 600 points Wii.
| Titre                                               | Éditeur      | Date de sortie    | CERO         |
| --------------------------------------------------- | ------------ | ----------------- | ------------ |
| Columns                                             | Sega         | 2 décembre 2006   | Tous publics |
| Ecco the Dolphin                                    | Sega         | 2 décembre 2006   | Tous publics |
| Golden Axe                                          | Sega         | 2 décembre 2006   | Tous publics |
| Gunstar Heroes                                      | Sega         | 2 décembre 2006   | Tous publics |
| Jyuouki                                             | Sega         | 2 décembre 2006   | Tous publics |
| Puyo Puyo                                           | Sega         | 2 décembre 2006   | Tous publics |
| Ristar the Shooting Star                            | Sega         | 2 décembre 2006   | Tous publics |
| Shadow Dancer: The Secret of Shinobi                | Sega         | 2 décembre 2006   | Tous publics |
| Sonic the Hedgehog                                  | Sega         | 2 décembre 2006   | Tous publics |
| Space Harrier II                                    | Sega         | 2 décembre 2006   | Tous publics |
| ToeJam and Earl                                     | Sega         | 2 décembre 2006   | Tous publics |
| Bonanza Bros.                                       | Sega         | 30 janvier 2007   | Tous publics |
| Comix Zone                                          | Sega         | 30 janvier 2007   | Tous publics |
| Crying                                              | Sega         | 30 janvier 2007   | Tous publics |
| Gain Ground                                         | Sega         | 30 janvier 2007   | Tous publics |
| Bare Knuckle: Ikari no Tekken                       | Sega         | 27 février 2007   | 12 ans et +  |
| The Story of Thor: Hikari o Tsugu Mono              | Sega         | 27 février 2007   | Tous publics |
| Vectorman                                           | Sega         | 27 février 2007   | Tous publics |
| Vermilion                                           | Sega         | 27 février 2007   | Tous publics |
| Puzzle and Action: Tant-R                           | Sega         | 6 mars 2007       | Tous publics |
| Sonic Spinball                                      | Sega         | 13 mars 2007      | Tous publics |
| Alex Kidd: Tenkuu Majou                             | Sega         | 20 mars 2007      | Tous publics |
| Virtua Fighter 2                                    | Sega         | 20 mars 2007      | 12 ans et +  |
| Alien Storm                                         | Sega         | 27 mars 2007      | Tous publics |
| Dyna Brothers                                       | Sega         | 27 mars 2007      | Tous publics |
| Wonder Boy V Monster World III                      | Sega         | 27 mars 2007      | Tous publics |
| Rent-A-Hero                                         | Sega         | 17 avril 2007     | Tous publics |
| Bahamut Senki                                       | Sega         | 24 avril 2007     | Tous publics |
| Pulseman                                            | Sega         | 24 avril 2007     | Tous publics |
| Puyo Puyo Tsu                                       | Sega         | 24 avril 2007     | Tous publics |
| Bare Knuckle II: Shitou he no Requiem (Chinkon Uta) | Sega         | 15 mai 2007       | 12 ans et +  |
| Chameleon Kid                                       | Sega         | 22 mai 2007       | Tous publics |
| The Hybrid Front (700 Wii Points)                   | Sega         | 29 mai 2007       | Tous publics |
| Golden Axe II                                       | Sega         | 5 juin 2007       | Tous publics |
| Shining and the Darkness (700 Wii Points)           | Sega         | 12 juin 2007      | Tous publics |
| Sonic the Hedgehog 2                                | Sega         | 19 juin 2007      | Tous publics |
| Ecco the Dolphin 2                                  | Sega         | 26 juin 2007      | Tous publics |
| The Super Shinobi II                                | Sega         | 3 juillet 2007    | 12 ans et +  |
| Shining Force: Kamigami no Isan (700 Wii Points)    | Sega         | 10 juillet 2007   | Tous publics |
| Puzzle and Action: Ichidant-R                       | Sega         | 17 juillet 2007   | Tous publics |
| Dynamite Headdy                                     | Sega         | 24 juillet 2007   | Tous publics |
| Dai Makai-Mura                                      | Capcom       | 31 juillet 2007   | Tous publics |
| Crack Down                                          | Sega         | 7 août 2007       | Tous publics |
| Sonic the Hedgehog 3                                | Sega         | 21 août 2007      | Tous publics |
| ESWAT: Cyber Police                                 | Sega         | 28 août 2007      | Tous publics |
| Golden Axe III                                      | Sega         | 4 septembre 2007  | Tous publics |
| Chelnov                                             | Paon         | 11 septembre 2007 | Tous publics |
| Super Thunder Blade                                 | Sega         | 18 septembre 2007 | Tous publics |
| Landstalker: Koutei no Zaihou (700 Wii Points)      | Sega         | 25 septembre 2007 | Tous publics |
| Bare Knuckle III: Tekken Seiten                     | Sega         | 2 octobre 2007    | 12 ans et +  |
| Alien Soldier                                       | Sega         | 9 octobre 2007    | Tous publics |
| Sonic 3D Blast                                      | Sega         | 16 octobre 2007   | Tous publics |
| Dyna Brothers 2 Special (700 Wii Points)            | Sega         | 23 octobre 2007   | Tous publics |
| Assault Suit Leynos                                 | NCS Masaya   | 30 octobre 2007   | Tous publics |
| Ecco Jr.                                            | Sega         | 6 novembre 2007   | Tous publics |
| Light Crusader                                      | Sega         | 13 novembre 2007  | Tous publics |
| Eternal Champions                                   | Sega         | 20 novembre 2007  | 15 ans et +  |
| Langrisser (700 Wii Points)                         | NCS          | 27 novembre 2007  | Tous publics |
| Rolling Thunder 2                                   | Namco Bandai | 4 décembre 2007   | 12 ans et +  |
| Columns III: Taiketsu! Columns World                | Sega         | 11 décembre 2007  | Tous publics |
| Party Quiz: Mega Q                                  | Sega         | 18 décembre 2007  | Tous publics |
| Langrisser II (700 Wii Points)                      | NCS          | 25 décembre 2007  | Tous publics |
| Monster World IV                                    | Sega         | 15 janvier 2008   | Tous publics |
| Phantasy Star II (700 Wii Points)                   | Sega         | 29 janvier 2008   | Tous publics |

## PC Engine
Un jeu coûte en général 600 points Wii.
| Titre                                                | Éditeur                    | Date de sortie    | CERO         |
| ---------------------------------------------------- | -------------------------- | ----------------- | ------------ |
| Bomberman '94                                        | Hudson Soft Konami         | 2 décembre 2006   | Tous publics |
| Dungeon Explorer                                     | Hudson Soft Konami         | 2 décembre 2006   | Tous publics |
| Necromancer                                          | Hudson Soft Konami         | 2 décembre 2006   | Tous publics |
| PC Genjin: Pithecanthropus Computerurus              | Hudson Soft Konami         | 2 décembre 2006   | Tous publics |
| Super Star Soldier                                   | Hudson Soft Konami         | 2 décembre 2006   | Tous publics |
| Takahashi Meijin no Shin Bouken Jima                 | Hudson Soft Konami         | 2 décembre 2006   | Tous publics |
| Victory Run                                          | Hudson Soft Konami         | 2 décembre 2006   | Tous publics |
| R-Type Part I                                        | Hudson Soft Irem Konami    | 13 décembre 2006  | Tous publics |
| Nectaris                                             | Hudson Soft Konami         | 20 décembre 2006  | Tous publics |
| Alien Crush                                          | Hudson Soft Konami         | 9 janvier 2007    | Tous publics |
| Moto Roader                                          | Hudson Soft Konami         | 16 janvier 2007   | Tous publics |
| R-Type Part II                                       | Hudson Soft Irem Konami    | 23 janvier 2007   | Tous publics |
| Soldier Blade                                        | Hudson Soft Konami         | 30 janvier 2007   | Tous publics |
| Vigilante                                            | Irem Konami                | 6 février 2007    | Tous publics |
| Be Ball                                              | Hudson Soft Konami         | 13 février 2007   | Tous publics |
| Yōkai Dōchūki                                        | Namco Bandai               | 20 février 2007   | Tous publics |
| Wonder Momo                                          | Namco Bandai               | 27 février 2007   | Tous publics |
| Double Dungeons                                      | Hudson Soft Konami         | 6 mars 2007       | Tous publics |
| Fire Pro Wrestling Combination Tag                   | Spike                      | 13 mars 2007      | Tous publics |
| Galaga '88                                           | Namco Bandai               | 20 mars 2007      | Tous publics |
| Kaizou Choujin Shubibinman                           | Hudson Soft                | 27 mars 2007      | Tous publics |
| Final Soldier                                        | Hudson Soft Konami         | 3 avril 2007      | Tous publics |
| Narazumono Sentou Butai: Bloody Wolf                 | G-Mode                     | 10 avril 2007     | Tous publics |
| PC Genjin 2                                          | Hudson Soft Konami         | 10 avril 2007     | Tous publics |
| Benkei Gaiden                                        | Sunsoft                    | 17 avril 2007     | Tous publics |
| Kaizou Choujin Shubibiman 2                          | Hudson Soft Konami         | 17 avril 2007     | Tous publics |
| Neutopia                                             | Hudson Soft Konami         | 1er mai 2007      | Tous publics |
| Saigo no Nindou: Ninja Spirit                        | Irem Konami                | 8 mai 2007        | Tous publics |
| Out Live                                             | SunSoft Konami             | 15 mai 2007       | Tous publics |
| Sengoku Mahjong                                      | Hudson Soft Konami         | 15 mai 2007       | Tous publics |
| Chouzetsu Rinjin Berabowman                          | Namco Bandai               | 22 mai 2007       | Tous publics |
| PC Denjin: Punkic Cyborgs                            | Hudson Soft Konami         | 22 mai 2007       | Tous publics |
| Battle Lode Runner                                   | Hudson Soft Konami         | 29 mai 2007       | Tous publics |
| The Kung Fu                                          | Hudson Soft Konami         | 5 juin 2007       | Tous publics |
| Neutopia II                                          | Hudson Soft                | 12 juin 2007      | Tous publics |
| Devil Crash                                          | Hudson Soft Konami         | 19 juin 2007      | Tous publics |
| PC Genjin 3                                          | Hudson Soft Konami         | 19 juin 2007      | Tous publics |
| The Silent Debuggers                                 | G-Mode                     | 26 juin 2007      | Tous publics |
| Splatterhouse                                        | Namco Bandai               | 3 juillet 2007    | 12 ans et +  |
| Makai Hakkenden SHADA                                | G-Mode                     | 10 juillet 2007   | Tous publics |
| Dead Moon: Tsuki Sekai no Akumu                      | Natsume                    | 17 juillet 2007   | Tous publics |
| Power Sports                                         | Hudson Soft Konami         | 17 juillet 2007   | Tous publics |
| Appare Gate Ball                                     | Hudson Soft Konami         | 24 juillet 2007   | Tous publics |
| Power League 4                                       | Hudson Soft Konami         | 31 juillet 2007   | Tous publics |
| Adventure Island                                     | Hudson Soft Konami         | 7 août 2007       | Tous publics |
| Gradius                                              | Konami                     | 7 août 2007       | Tous publics |
| Image Fight                                          | Irem Konami                | 7 août 2007       | Tous publics |
| Ordyne                                               | Namco Bandai               | 21 août 2007      | Tous publics |
| Drop Rock Hora Hora                                  | G-Mode                     | 28 août 2007      | Tous publics |
| Legend Of Hero Tonma                                 | Irem Konami                | 4 septembre 2007  | Tous publics |
| Override                                             | G-Mode                     | 4 septembre 2007  | Tous publics |
| Gai Flame                                            | Hudson Soft                | 11 septembre 2007 | Tous publics |
| Salamander                                           | Konami                     | 11 septembre 2007 | Tous publics |
| Detana! Twinbee                                      | Konami                     | 18 septembre 2007 | Tous publics |
| Genpei Tōma Den                                      | Namco Bandai               | 2 octobre 2007    | Tous publics |
| Power Golf                                           | Hudson Soft Konami         | 9 octobre 2007    | Tous publics |
| Ys I and II (800 Wii Points)                         | Nihon Falcom Konami        | 16 octobre 2007   | Tous publics |
| Cho Aniki (800 Wii Points)                           | Hudson Soft Konami         | 23 octobre 2007   | Tous publics |
| The Dynastic Hero (800 Wii Points)                   | Hudson Soft Konami         | 6 novembre 2007   | Tous publics |
| Dragon Spirit                                        | Namco Bandai               | 13 novembre 2007  | Tous publics |
| Gradius II: Gofer no Yabou (800 Wii Points)          | Konami                     | 13 novembre 2007  | Tous publics |
| Ressha de Ikou III (800 Wii points)                  | Artdink                    | 20 novembre 2007  | Tous publics |
| Kawa no Nushi Tsuri Shizenha (800 Wii points)        | Marvelous Interactive Inc. | 27 novembre 2007  | Tous publics |
| Gate of Thunder (800 Wii points)                     | Hudson Soft Konami         | 4 décembre 2007   | Tous publics |
| Image Fight II (800 Wii Points)                      | Irem Konami                | 11 décembre 2007  | Tous publics |
| Ai Cho Aniki (800 Wii Points)                        | Hudson Soft                | 18 décembre 2007  | Tous publics |
| Dragon Slayer: The Legend of Heroes (800 Wii Points) | Nihon Falcom               | 25 décembre 2007  | Tous publics |
| Genpei Tōma Den: Kannoni                             | Namco Bandai               | 8 janvier 2008    | 12 ans et +  |
| CD Denjin: Rockabilly Tengoku (800 Wii Points)       | Hudson Soft Konami         | 29 janvier 2008   | Tous publics |
| Dungeon Explorer II (800 Wii Points)                 | Hudson Soft Konami         | 5 février 2008    | Tous publics |

## Neo-Geo AES
Un jeu coûte en général 900 points Wii.
| Titre                              | Éditeur       | Date de sortie    | CERO         |
| ---------------------------------- | ------------- | ----------------- | ------------ |
| Garō Densetsu: Shukumei no Tatakai | D4 Enterprise | 18 septembre 2007 | 12 ans et +  |
| World Heroes                       | D4 Enterprise | 28 septembre 2007 | 12 ans et +  |
| Magician Lord                      | D4 Enterprise | 28 septembre 2007 | Tous publics |
| Ryūko no Ken                       | D4 Enterprise | 9 octobre 2007    | 12 ans et +  |
| Samurai Spirits                    | D4 Enterprise | 16 octobre 2007   | 12 ans et +  |
| Raguy                              | D4 Enterprise | 23 octobre 2007   | Tous publics |
| The King of Fighters '94           | D4 Enterprise | 6 novembre 2007   | 12 ans et +  |
| Baseball Stars 2                   | D4 Enterprise | 13 novembre 2007  | Tous publics |
| Top Hunter: Roddy and Cathy        | D4 Enterprise | 20 novembre 2007  | Tous publics |

## MSX
Un jeu coûte en général 800 points Wii.
| Titre    | Développeur | Date de sortie  | CERO         |
| -------- | ----------- | --------------- | ------------ |
| Parodius | Konami      | 12 janvier 2010 | Tous publics |